# Ernst Kanitz
Ernest Kanitz (Viena, Àustria, 9 d'abril, 1894 - Menlo Park, Califòrnia, Estats Units, 7 d'abril 1978), fou un compositor i pedagog nord-americà, d'origen austríac.

## Biografia
Ernest Kanitz va estudiar dret a la Universitat de Viena i es va graduar l'any 1918. No obstant això, va continuar estudiant piano, teoria musical i composició amb els seus professors Richard Heuberger de 1912 a 1914 i Franz Schreker de 1914 a 1920. Va aconseguir cert èxit, sobretot el estrena del seu oratori "Das Hohelied" el 1921. Aquesta relativa notorietat el va ajudar a obtenir un lloc com a professor de teoria i anàlisi de la música al nou Conservatori de Viena (Wiener Konservatorium), així com alguns estudiants de composició.
Al mateix temps, va compondre música original per a la ballarina moderna Lilian Harmel. El 1930 va fundar el Cor de Cambra de Dones de Viena (Wiener Frauenkammerchor) amb el qual va fer diverses gires a l'estranger (Brno, Budapest, París). El cor va interpretar sobretot obres de Karl Weigl i va romandre actiu fins al 1938, quan Ernest Kanitz es va veure obligat a abandonar Àustria a causa de la seva ascendència jueva. El 16 d'abril de 1938, el diari nazi "Arbeitersturm" el va enumerar entre els «xarlatans de la música jueva» que poblaven la producció, la interpretació i l'ensenyament musicals a Viena.
Ernest Kanitz va marxar als Estats Units amb la seva dona i els seus tres fills, a través dels Països Baixos, on van arribar el 26 de juliol de 1938. Ernest Kanitz va reprendre la seva carrera docent primer al "Winthrop College de Rock Hill", Carolina del Sud (1938-41). després com a cap del departament de música al "Erskine College", Due West, Carolina del Sud. (1941-44). L'estiu de 1944, va arribar a Los Angeles, a la Universitat del Sud de Califòrnia, inicialment per substituir un col·lega malalt, però hi va romandre fins a la seva jubilació el 1959. Va ser professor visitant el 1960 i el 1961. De 1961 a 1964, va ensenyar al "Marymount College" de Palos Verdes, Califòrnia. Després només dóna classes particulars.
El 1948 va publicar un manual de contrapunt: "A Counterpoint Manual: Fundamental Techniques of Polyphonic Music Writing" (Boston, 1948). El seu concert de fagot va ser interpretat per primera vegada per la San Francisco Symphony el 8 d'abril de 1964 sota la direcció de Josef Krips. La seva Simfonia núm. 2 va ser interpretada per la mateixa orquestra, encara sota la direcció de Josef Krips, de l'11 al 13 de desembre de 1968.
Els problemes de visió el van obligar a reduir molt les seves activitats i Ernest Kanitz va morir el 7 d'abril de 1978 a Menio Park, Califòrnia.

## Vida privada
Ernest Kanitz es va casar amb Gertrud Reif el 28 de juny de 1920 i van tenir tres fills.

## Obres principals[1][4]
Òperes de cambra

- Kumana (1953).
- Room No. 12 (1957). Estrenada a Los Angeles el 26 de febrer de 1958.
- Royal Auction (1957). Estrenada a Los Angeles el 26 de febrer de 1958.
- The lucky Dollar (1959).
- Perpetual. Estrenada a Los Angeles el 26 d'abril de 1961.
- Visions at Midnight (1963). Estrenada a Los Angeles el 26 de febrer de 1964.

## Treballs per a orquestra
- Heitere Ouvertüre (1918)
- Pel·lícula cinematogràfica
- Theremin Concertino (1938)
- Intermezzo concertant per a saxo i orquestra (1948)
- Concert Grosso per a instruments de vent, cordes i piano (1949)
- Peça de concert per a trompeta i orquestra o piano
- Concert per a orquestra de cambra (1955)
- Visions at Twilight per a flauta, piano i cordes (1962)
- Concert per a fagot i orquestra (1962). Estrena de l'Orquestra Simfònica de San Francisco el 8 d'abril de 1964 sota la direcció de Josef Krips
- Sinfonia Seria (Primera Simfonia, 1963). Estrenada a Saint Louis el 17 d'octubre de 1964.
- Segona simfonia (1965). Estrenada per la San Francisco Symphony el 11 d'abril de 1968 i el 13 d'abril de 1968, sota la direcció de Josef Krips
- Sinfonia Concertante (Tercera Simfonia) per a violí, violoncel i orquestra (1967)
- Sinfonietta da Camera (1972)

## Obres de música de cambra
- Sonata de dansa per a flauta, clarinet, trompeta, fagot i piano (1932)
- Quintettino per a piano i vent (1945)
- Sonata per a violí i violoncel (1947)
- Divertimento per a viola i violoncel (1949)
- Notturno per a flauta, violí i viola (1950)
- Trio de corda (1951)
- Sonata breu per a violí, violoncel i piano (1952)
- Sonata Californiana per a saxo alt i piano (1952)
- Snate per a violoncel sol (1956)
- Sonatina per a viola (1958)
- Suite per a quintet de metalls (1960)
- Petit Concert per a saxo (1970)

## Obres per a veu
- Das Hohelied, oratori per a quatre solistes, cor mixt i orquestra (1920; 1921)
- Cantata de ràdio (1931)
- Música del nostre temps, cantata de cambra per a baríton, cors de dones i orquestra de cambra (1932)
- festival nocturn per a soprano, dues guitarres i orquestra (1934)
- Música de ballet per a cor i orquestra de dones (1936)
- Gotthelf Schlicht, cantata per a solistes, cor mixt i orquestra (1937)
- Cantata 1961 per a cor i 2 pianos (1961)